# Liste der Monuments historiques in Winkel
Die Liste der Monuments historiques in Winkel führt die Monuments historiques in der französischen Gemeinde Winkel auf.

## Liste der Objekte
| Bezeichnung                | Beschreibung | Standort                                     | Kennzeichnung | Schutzstatus | Datum | Bild |
| -------------------------- | --- | -------------------------------------------- | ------------- | ------------ | ----- | ---- |
| Orgel                      | Ensemble aus PM68000954 und PM68000955 | in der Kirche St-Laurent (Lage)              | PM68000953    | Classé       | 2001  |      |
| Orgelprospekt              | 1835 von Valentin Rinckenbach gebaut | in der Kirche St-Laurent (Lage)              | PM68000954    | Classé       | 2001  |      |
| Instrumentalteil der Orgel | 1835 von Valentin Rinckenbach gebaut | in der Kirche St-Laurent (Lage)              | PM68000955    | Classé       | 2001  |      |
| Zwei Seitenaltäre          | im Chorraum neben dem Hauptaltar; jeweils Altartisch, Retabel und zwei Gemälde; Holz, farbig gefasst und vergoldet, sowie Ölfarbe auf Leinwand, um 1787; die Gemälde von Jean-Jacques Bulffer                                                  | in der Kirche St-Laurent (Lage)              | PM68000733    | Classé       | 1998  |      |
| Skulptur Madonna mit Kind  | Holz, farbig gefasst, Textilien, Ende des 18. Jahrhunderts | in der Kapelle Notre-Dame de la Warth (Lage) | PM68001218    | Inscrit      | 1989  |      |
| 20 Prozessionsstäbe        | Holz und Zinkblech, bemalt, 18. und 19. Jahrhundert | in der Kirche St-Laurent (Lage)              | PM68000732    | Classé       | 1998  |      |
| Hauptaltar                 | Altartisch und Altaraufbau mit Tabernakel, fünf Skulpturen und zwei Reliquiennischen; dahinter Retabel mit zwei Skulpturen und Gemälde; Eichen- und Ahornholz, farbig gefasst und vergoldet, 1863; das Gemälde 1787 von Jean-Jacques Bulffer   | in der Kirche St-Laurent (Lage)              | PM68001216    | Inscrit      | 1989  |      |
| Zwei Seitenaltäre          | rechts und links vor dem Chorraum; jeweils Altartisch, Exposition, Retabel, ein Gemälde und zwei Skulpturen; Holz, farbig gefasst und vergoldet, sowie Ölfarbe auf Leinwand, 1732, die Gemälde von Jacob Carl Stauder; aus dem Kloster Lucelle | in der Kirche St-Laurent (Lage)              | PM68000431    | Classé       | 1973  |      |
| Skulptur Madonna mit Kind  | Holz, farbig gefasst, Textilien, um 1800 | in der Kirche St-Laurent (Lage)              | PM68001217    | Inscrit      | 1989  |      |